# 馮司直
馮 司直（ふう しちょく）は中華民国の政治家・教育者。閻錫山率いる山西派の要人。後に南京国民政府（汪兆銘政権）に参加した。字は振邦。号は天放。

## 事績

### 山西省の教育者として
1903年（光緒29年）、癸卯科挙人となり、後に山西大学堂で学ぶ。翌1904年（光緒30年）秋、日本に留学して、明治大学政治科で学んだ。1907年（光緒33年）に帰国し、平定中学校長、平定教育会会長、平定勧学所所長、平定州議会議長などを歴任した。
1917年（民国6年）、閻錫山配下として、山西督軍公署秘書に任ぜられた。以後、督軍公署参事、山西省公署教育科科長を歴任する。1918年（民国7年）に山西省教育会会長、1919年（民国8年）に第5次全国教育連合会主席、1925年（民国14年）に中華教育改進社年会主任をつとめている。また、洗心社という組織を結成し、週刊紙『来復報』を刊行して、孔孟の教えを宣伝した。
1927年（民国16年）、山西省政治検査委員会委員、山西省村政処副処長となる。その後、閻錫山が北伐で北京・天津一帯に進出したことに伴い、1929年（民国18年）3月、馮司直は天津市政府秘書長兼社会局局長に任ぜられた。閻錫山が中原大戦で敗北したため、1931年（民国20年）1月、山西省政府委員兼教育庁庁長に転じた。翌年10月、辞職し、山西省政府参議に異動している。1932年（民国21年）、太原師範国民学校校長に任ぜられた。しかし1936年（民国25年）春に、学生デモを武力鎮圧したことの批判に遭い、免職されている。

### 親日政権への参加
日中戦争（抗日戦争）勃発後、馮司直は親日政権に参加し、和平促進会会長、新民会会長をつとめている。1941年（民国30年）、山西省情報処処長に任ぜられ、雑誌『情報月刊』を刊行して親日宣伝を展開した。翌1942年（民国31年）6月、華北政務委員会山西省宣伝処処長となっている。翌年1月、山西省省長に昇格する。2月、華北河渠委員会委員を、6月、山西省保安司令を、それぞれ兼任している。1944年（民国33年）6月、山西省長を辞任した。
日本敗北後、馮司直は閻錫山に降伏し、いったんは赦免された。しかし山西省内でこのことに対する反発が高まったため、結局馮は漢奸として裁かれることになる。1946年（民国35年）8月8日、馮は山西省高等法院で死刑判決を言い渡されたが、執行されること無く収監され続け、1949年（民国38年）に獄死した。享年66。

## 注

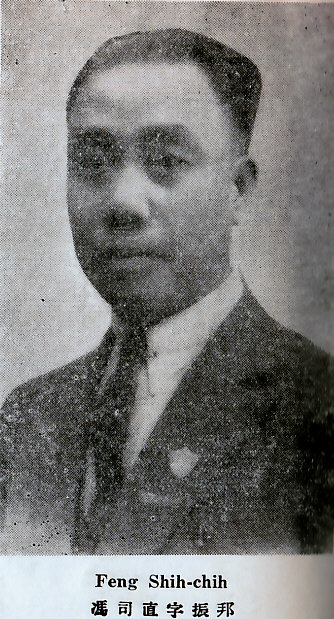
馮司直別影（Who's Who in China 4th ed.,1931）

1. ↑  徐友春主編『民国人物大辞典 増訂版』2048頁による。『平定県志』637頁は、「中国教育促進会」としている。
2. ↑  徐同上、劉寿林ほか編『民国職官年表』1000頁による。『平定県志』は1928年（民国17年）秋とする。
3. ↑  徐同上、劉同上896頁による。『平定県志』は1930年（民国19年）8月とする。
4. ↑  徐同上、劉ほか編1132頁による。『平定県志』は「民国31年」としているが、誤りと思われる。
5. ↑  『平定県志』による。